# Rafael Alberto Peralta Arias
Rafael Alberto Peralta Arias, nació el 28 de julio de 1927 y falleció el 23 de enero del 2022.
Fue conocido en su país, Costa Rica, como el "Palo Peralta", y fungió como Director de la Reserva de la Fuerza Pública de ese país en la administración del entonces presidente Abel Pacheco de la Espriella. El coronel Peralta, de trayectoria en el campo militar por su labor en la Guerra Civil de 1948 en Costa Rica, fue exiliado 2 veces de su país, por orden de José Figueres Ferrer, con lo cual se convirtió en una de las pocas personas que en la historia de la nación centroamericana sufriera dicha situación.  